# Heteroflexibilität
Heteroflexibilität ist eine Form der sexuellen Orientierung, die zum Großteil durch heterosexuelle Aktivität charakterisiert ist. Der lediglich minimale Anteil homosexueller Aktivität grenzt die Heteroflexibilität von der Bisexualität ab. Die Heteroflexibilität wird umgangssprachlich auch als „meistens hetero“ bezeichnet. Obwohl sie manchmal mit der Bi-Interessiertheit gleichgesetzt wird, die ebenfalls in den Grenzbereich zwischen Hetero- und Bisexualität fällt, grenzen andere Autoren die Heteroflexibilität ganz klar ab, da sie den „Wunsch, mit […] Sexualität zu experimentieren“, nicht aufweist, der durch den Begriff „bi-interessiert“ impliziert wird. Die umgekehrte Situation, in der die homosexuelle Aktivität dominiert und nur ein kleiner Anteil heterosexueller Aktivität vorliegt, wird mit dem entsprechenden Begriff Homoflexibilität bezeichnet.
Umfragen in den USA und in Kanada haben gezeigt, dass sich 3 bis 4 Prozent der männlichen Teenager als „meistens“ oder „vorwiegend“ heterosexuell identifizieren, wenn sie den Begriff wählen sollen, der ihre sexuelle Orientierung beschreibt. Während die Mehrheit „100 % heterosexuell“ auswählte, stand „meistens heterosexuell“ somit an zweiter Stelle. Von 160 befragten Männern in einer Studie 2008/09 äußerten fast einer von acht, sie hätten gleichgeschlechtliche Fantasien bzw. fühlten sich teils zum gleichen Geschlecht hingezogen. Die meisten Befragten hatten diese Gefühle in der schulischen Mittelstufe entwickelt, andere erst später. Eine Stichprobe bei 22-jährigen jungen Männern ergab, dass der Anteil „meistens heterosexuell“ angestiegen wäre, wenn die gleiche Befragung sechs Jahre später stattgefunden hätte.